# هنس هیئلاک
هنس هیئلاک (دانمارکی: Hans Herlak; ۴ اوت ۱۸۸۱ – ۲۹ ژانویهٔ ۱۹۷۰) بازیکن هاکی روی چمن اهل دانمارک بود.